# Pétron
Pétron est un philosophe grec pythagoricien du VIe siècle av. J.-C.

## Notice historique
Très peu de choses sont connues de cet auteur, déjà obscur pour l'auteur qui le cite, Phanias d'Érèse. Selon lui Pétron soutient la pluralité des mondes disposés de manière triangulaire, et aurait écrit un livre sur le nombre des mondes qui selon lui est égal à 183 - et tous se touchent,.